# Residency show

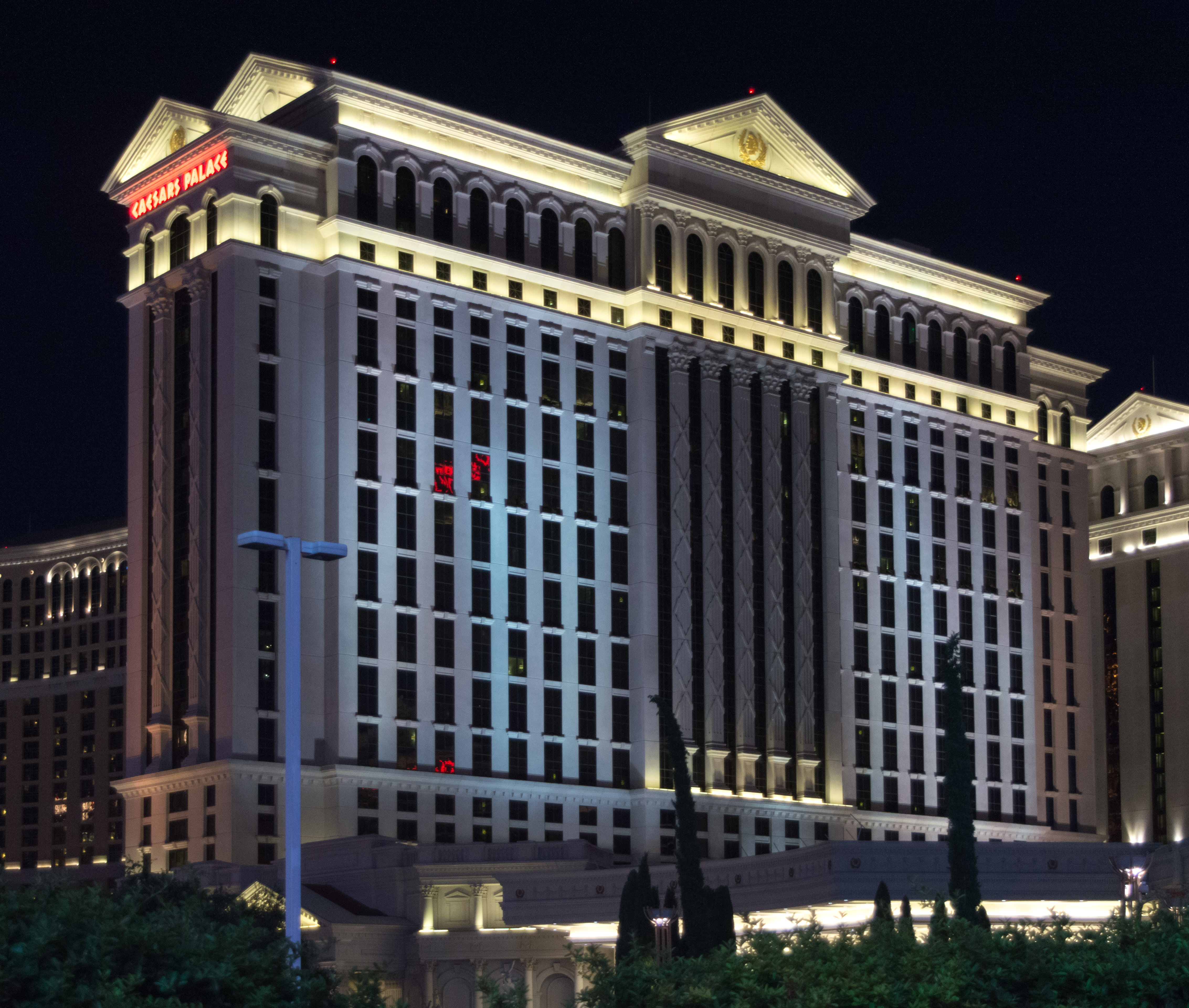
Il Caesars Palace di Las Vegas, una delle location più celebri dei residency show, visto dalla parte della Augustus Tower

Con residency show (in italiano letterale: spettacolo di residenza) si intende una serie di concerti con sede fissa di un determinato artista, che possono protrarsi anche per vari anni.
La città dei residency per eccellenza è sicuramente Las Vegas, che ogni anno accoglie vari cantanti per permettergli di esibirsi nei suoi resort e casinò. Altre città famose per i loro show sono New York, Città del Messico e Londra.

## Storia
Il primo residency show in assoluto risale al 1944, quando il pianista e cantante Liberace tenne alcuni spettacoli a Las Vegas, presso il Riviera. Lo show guadagnò ben 50.000 dollari a settimana, tanto che l'artista continuò a tenere altre serie di concerti negli anni seguenti, includendo anche città come Los Angeles. CeeLo Green rese omaggio a Liberace nel 2013, con il suo show CeeLo Green Presents Liberace. 

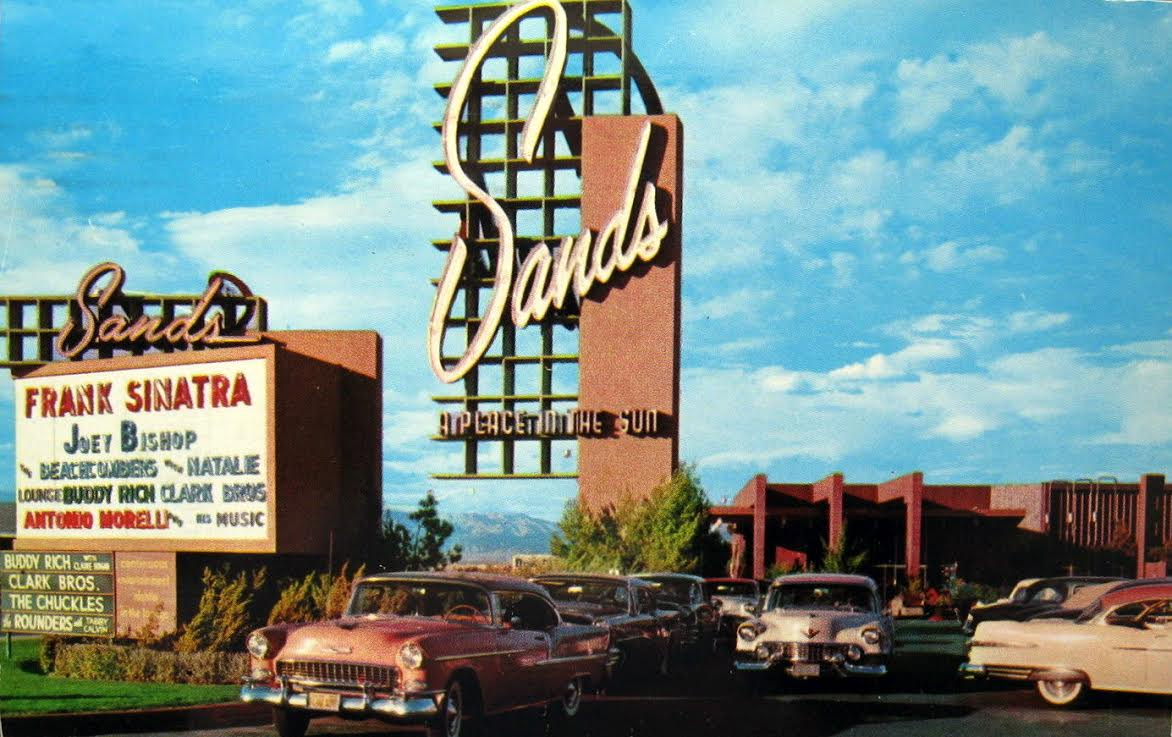
Il Sands Hotel and Casino, dove Frank Sinatra tenne il suo show

Successivamente anche Frank Sinatra e Elvis Presley si esibirono a Las Vegas, ma il residency di Presley venne criticato negativamente sia dai residenti del New Frontier Hotel and Casino, dove ebbe luogo quest'ultimo, sia dai critici specializzati. 
Il residency show che ha guadagnato di più nella storia è A New Day... di Céline Dion. Con questi concerti la celebre artista sfatò totalmente il mito secondo cui i cantanti si esibissero a Las Vegas quando ormai la loro carriera fosse giunta al termine. Infatti, dopo di lei, ebbero il proprio show anche altri personaggi del mondo della musica odierna, tra cui Britney Spears, Jennifer Lopez ed i Backstreet Boys con risultati eccellenti.
Esempi di cantanti che, oltre che a Las Vegas, si esibirono con un residency show anche in altri posti sono Lady Gaga, che tenne il suo primo spettacolo fisso al Roseland Ballroom di New York in occasione della definitiva chiusura del locale, oppure Beyoncé che si esibì con ben tre differenti show nel giro di quattro anni a Las Vegas, New York e Atlantic City.
A marzo 2009, anche Michael Jackson espose la sua idea di voler tenere un residency show, che si sarebbe chiamato This Is It e si sarebbe tenuto presso la O2 Arena di Londra. Oltre un milione di biglietti per 50 date andarono a ruba nel giro di poche ore, creando un record senza precedenti, ma la serie di concerti fu poi annullata per via dell'improvvisa scomparsa dell'artista.
Esempio di residency show italiano potrebbe essere invece la serie di concerti che Mina tenne al Bussoladomani in Versilia nel 1978, in occasione del suo definitivo ritiro dalle scene pubbliche.

## Residency show con più incassi nella storia
| Posizione | Artista           | Show                       | Anno      | Incasso                  |
| --------- | ----------------- | -------------------------- | --------- | ------------------------ |
| 1         | Céline Dion       | A New Day...               | 2003/2007 | 385 milioni di dollari   |
| 2         | Céline Dion       | Celine                     | 2011/2019 | 296 milioni di dollari   |
| 3         | Elton John        | The Red Piano              | 2004/2009 | 169 milioni di dollari   |
| 4         | Britney Spears    | Britney: Piece of Me       | 2013/2017 | 137 milioni di dollari   |
| 5         | Elton John        | The Million Dollar Piano   | 2011/2018 | 131 milioni di dollari   |
| 6         | Billy Joel        | Billy Joel in Concert      | 2014/2018 | 129 milioni di dollari   |
| 7         | Bruce Springsteen | Springsteen on Broadway    | 2017/2018 | 113 milioni di dollari   |
| 8         | Jennifer Lopez    | Jennifer Lopez: All I Have | 2016/2018 | 101,9 milioni di dollari |